# Basketball-Asienmeisterschaft der Frauen

Die Basketball-Asienmeisterschaft der Frauen (offiziell: FIBA Women's Asia Cup) ist seit 2017 die kontinentale Meisterschaft für Asien und Ozeanien im Basketball, die vom Weltverband FIBA organisiert wird. Von 1965 bis 2015 wurde die Meisterschaft nur für asiatische Mannschaften ausgetragen und war auch die asiatische Qualifikationsturnier für die Basketball-Weltmeisterschaft oder die Olympischen Sommerspiele. Ab 2017 wurde die frühere Basketball-Ozeanienmeisterschaft der Frauen in das Turnier integriert, so dass jetzt für beide Kontinente ein gemeinsames Turnier stattfindet. Das Turnier findet regelmäßig alle zwei Jahre statt.

## Die Turniere im Überblick
| 1965 Details | Südkorea   | Seoul        | Südkorea   | Ligasystem | Japan      | Taiwan            | Ligasystem | Philippinen       |
| 1968 Details | Taiwan     | Taipeh       | Südkorea   | Ligasystem | Japan      | Taiwan            | Ligasystem | Thailand          |
| 1970 Details | Malaysia   | Kuala Lumpur | Japan      | Ligasystem | Südkorea   | Taiwan            | Ligasystem | Malaysia          |
| 1972 Details | Taiwan     | Taipeh       | Südkorea   | 66:51      | Taiwan     | Thailand          | 70:54      | Indonesien        |
| 1974 Details | Südkorea   | Seoul        | Südkorea   | Ligasystem | Japan      | Taiwan            | Ligasystem | Iran              |
| 1976 Details | Hongkong   |              | China      | Ligasystem | Südkorea   | Japan             | Ligasystem | Malaysia          |
| 1978 Details | Malaysia   | Kuala Lumpur | Südkorea   | Ligasystem | China      | Japan             | Ligasystem | Malaysia          |
| 1980 Details | Hongkong   |              | Südkorea   | Ligasystem | China      | Japan             | Ligasystem | Malaysia          |
| 1982 Details | Japan      | Tokio        | Südkorea   | Ligasystem | China      | Japan             | Ligasystem | Macau             |
| 1984 Details | China      | Shanghai     | Südkorea   | 62–61      | China      | Japan             | 81–53      | Philippinen       |
| 1986 Details | Malaysia   | Kuala Lumpur | China      | Ligasystem | Südkorea   | Chinesisch Taipeh | Ligasystem | Japan             |
| 1988 Details | Hongkong   |              | Südkorea   | Ligasystem | China      | Chinesisch Taipeh | Ligasystem | Japan             |
| 1990 Details | Singapur   |              | China      | Ligasystem | Südkorea   | Japan             | Ligasystem | Chinesisch Taipeh |
| 1992 Details | Südkorea   | Seoul        | China      | 89:76      | Südkorea   | Japan             | 79-75      | Chinesisch Taipeh |
| 1994 Details | Japan      | Sendai       | China      | 74–66      | Südkorea   | Japan             | 92–67      | Chinesisch Taipeh |
| 1995 Details | Japan      | Shizuoka     | China      | 94–69      | Südkorea   | Japan             | 68–65      | Chinesisch Taipeh |
| 1997 Details | Thailand   | Bangkok      | Südkorea   | 74–61      | Japan      | China             | 101–63     | Chinesisch Taipeh |
| 1999 Details | Japan      | Shizuoka     | Südkorea   | 68–65      | Japan      | Chinesisch Taipeh | 68–57      | China             |
| 2001 Details | Thailand   | Bangkok      | China      | 105–76     | Japan      | Südkorea          | 78–63      | Chinesisch Taipeh |
| 2004 Details | Japan      | Sendai       | China      | 92–80      | Japan      | Südkorea          | 88–59      | Chinesisch Taipeh |
| 2005 Details | China      | Qinhuangdao  | China      | 73–67      | Südkorea   | Chinesisch Taipeh | 73–62      | Japan             |
| 2007 Details | Südkorea   | Incheon      | Südkorea   | 79–73      | China      | Japan             | 73–70      | Chinesisch Taipeh |
| 2009 Details | Indien     | Chennai      | China      | 91–71      | Südkorea   | Japan             | 72–57      | Chinesisch Taipeh |
| 2011 Details | Japan      | Ōmura        | China      | 65–62      | Südkorea   | Japan             | 83–56      | Chinesisch Taipeh |
| 2013 Details | Thailand   | Bangkok      | Japan      | 65–43      | Südkorea   | China             | 61–53      | Chinesisch Taipeh |
| 2015 Details | China      | Wuhan        | Japan      | 85–50      | China      | Südkorea          | 52–45      | Chinesisch Taipeh |
| 2017 Details | Indien     | Bangalore    | Japan      | 74–73      | Australien | China             | 75–51      | Südkorea          |
| 2019 Details | Indien     | Bangalore    | Japan      | 71–68      | China      | Australien        | 98–62      | Südkorea          |
| 2021 Details | Jordanien  | Amman        | Japan      | 78–73      | China      | Australien        | 88–58      | Südkorea          |
| 2023 Details | Australien | Sydney       | China      | 73-71      | Japan      | Australien        | 81-59      | Neuseeland        |
| 2025 Details | China      | Shenzhen     | Australien | 88-79      | Japan      | China             | 101-66     | Südkorea          |

### Medaillenspiegel
Stand: 2025
| Rang | Land                       | Goldmedaillen | Silbermedaillen | Bronzemedaillen | Gesamt |
| ---- | -------------------------- | ------------- | --------------- | --------------- | ------ |
| 1    | Südkorea                   | 12            | 11              | 3               | 26     |
| 2    | China                      | 12            | 9               | 4               | 25     |
| 3    | Japan                      | 6             | 9               | 12              | 27     |
| 4    | Australien                 | 1             | 1               | 3               | 5      |
| 5    | Taiwan / Chinesisch Taipeh | 0             | 1               | 8               | 9      |
| 6    | Thailand                   | 0             | 0               | 1               | 1      |